# Petra Kelly
Pour les articles homonymes, voir Kelly et Petra.
Petra Karin Kelly (née le 29 novembre 1947 à Guntzbourg, Bavière, en Allemagne et décédée le 1er octobre 1992 à Bonn) est une militante du mouvement de la paix et une fondatrice du parti allemand des Verts.

## Biographie

### Vie personnelle
Née Petra Karin Lehmann, son père abandonne la famille alors qu'elle n'a que sept ans. Sa mère doit prendre un travail, et les sœurs Lehmann sont donc élevées par leur grand-mère. Puis leur mère se remarie avec un officier américain, John E. Kelly, et la famille déménage en 1960 aux États-Unis. Petra Kelly étudie les sciences politiques à l'American University de Washington, de 1966 à 1970 et se distingue déjà sur le campus par son activisme. Encore jeune, elle perd sa sœur d'un cancer en février 1970, ce qui la rapproche de l'écologie.

### Carrière professionnelle
De 1972 à 1982, Kelly travaille pour la Commission européenne à Bruxelles.

### Carrière politique
En 1979, elle quitte les sociaux-démocrates du SPD et fonde Les Verts. Elle devient porte-parole du parti, puis elle est élue au Bundestag en 1983 sur cette même liste.

### Rôle dans la crise des euromissiles
En 1980, à la suite de l’installation d'armes conventionnelles et nucléaires (crise des euromissiles) en RFA et en RDA, Petra Kelly joue un rôle important dans l'opposition à l'installation de ces armes en signant l'appel de Karlfeld.
Le 10 octobre 1981, une grande manifestation pacifiste se tint à Bonn, rassemblant entre 200 000 et 300 000 personnes,.

### Mort
Selon la police, Petra Kelly est tuée dans la nuit du 1er octobre 1992, durant son sommeil par son compagnon Gert Bastian (en), un membre des Verts et ancien officier, qui se donne ensuite la mort (les corps ne sont trouvés que le 19 octobre et la date de la mort est approximative).
Il existe cependant d'autres thèses à cette double mort. Jean-Michel Belorgey écrit que peu après ces disparitions, des militants d'associations amis du Tibet voient leurs appartements visités et souillés d'ordure, certains recevant des lettres présentant les signes usités par des sociétés secrètes chinoises. Ainsi, la mort de Kelly et de son compagnon Gert Bastian aurait pu être mise en scène et organisée par un tiers (agents du gouvernement allemand ou de l'ex-URSS),, mais l'enquête est bouclée en un jour.

## Reconnaissance
Petra Kelly  est lauréate du Right Livelihood Award en 1982, « pour une nouvelle vision unissant des inquiétudes écologiques au désarmement, à la justice sociale et aux droits de l'homme ».
En 2002, le prix Lumière de la vérité lui est attribué à titre posthume.
En avril 2006, son nom est donné à une partie de l'allée Franz-Josef-Strauss à Bonn. En 1998, la fondation Heinrich Böll crée le prix Petra-Kelly en sa mémoire.
À Barcelone, dans la pépinière Vivero de Tres Pins (es), sur la colline de Montjuïc, se trouve un jardin portant son nom et créé en 1993. Il abrite une sculpture d'Olga Ricart représentant un corps de jeune femme penchée sur une forme ovale. Les cheveux recouvrent le visage. On peut lire en catalan l'inscription suivante :

« No hi ha un Camí vers la Pau / La Pau és l’únic Camí / Petra Kelly / Dia de la Terra 1993 »

« Il n'y a pas de chemin vers la paix / La paix est l'unique chemin / Petra Kelly / Jour de la Terre 1993 »

## Œuvres
- (de) Laßt uns die Kraniche suchen. Hiroshima : Analysen, Berichte, Gedanken, Munich, Werkhaus-Verlag, 1983.
- (de) Viel Liebe gegen Schmerzen : Krebs bei Kindern, Taschenbuch (Gut) Rowohlt, 1986.

### En collaboration
- (de) Tibet klagt an (avec Klemens Ludwig et Gert Bastian (en)), Wuppertal, 1990  (ISBN 3872944266)
- (en) The Anguish of Tibet, eds. (avec Gert Bastian et Pat Aiello). Berkeley, California: Parallax Press, 1991, (ISBN 0938077473 et 9780938077473)

### Filmographie
- Chaîne ARD, Émission Geheimakte Geschichte, titre: Die Mordakte Kelly und Bastian, 45 minutes, 10 novembre 2014.